# 劉安 (嘉靖進士)
劉安，字汝勉，號覺斋，浙江慈溪（治今浙江省宁波市江北区慈城镇）人，明朝政治人物。

## 生平
正德十四年（1519年）己卯科浙江鄉試舉人，嘉靖五年（1526年）丙戌科进士。授任南京工部主事，八年九月改任南京河南道御史。他上疏言事，劝谏明世宗不要以急切之心，行督责之政。得罪皇帝，赴锦衣卫拷讯，被贬为馀干县典史。任内筑决堤数十丈，人称刘公堤。历任长沙府同知、凤阳府知府。以治行卓异赐正三品服。以亲丧归乡丁忧，其后去世。

## 家族
祖父劉鏻。父劉源，贈鳳陽府知府。娶周氏，封恭人。长子劉志德。次子劉志業，嘉靖四十四年進士。